# Емілі Андеоль
Емілі Андеоль (фр. Émilie Andéol; нар. 30 жовтня 1987, Бордо, Франція) — французька дзюдоїстка, олімпійська чемпіонка 2016 року, чемпіонка Європи, призерка чемпіонатів світу та Європи.

## Виступи на Олімпіадах
| Олімпіада | Дисципліна  | Місце |
| --------- | ----------- | ----- |
| Ріо 2016  | Понад 78 кг | 1     |